# 시문
시문(詩文)은 시와 문학을 포괄하는 한국의 고어로 고려, 조선에서 쓰였다.

## 같이 보기
- 시
- 시조
- 수필
- 문학